# Triaenodes apicatus
Triaenodes apicatus är en nattsländeart som beskrevs av Navás 1934. Triaenodes apicatus ingår i släktet Triaenodes och familjen långhornssländor. Inga underarter finns listade i Catalogue of Life.